# Карпачяускас, Виталиюс
Виталиюс Карпачяускас (лит. Vitalijus Karpačiauskas; род. 6 июля 1966, Паневежис, Литовская ССР) — литовский боксёр, восьмикратный чемпион Литвы, чемпион Европы (1993), призёр чемпионатов мира (1993, 1995), участник Олимпийских игр (1992, 1996). В 1993 году признавался лучшим спортсменом Литвы.

## Биография
Виталиюс Карпачяускас родился 6 июля 1966 года в Паневежисе. Начал заниматься боксом в возрасте 11 лет под руководством Юлиуса Кибаса. В 1992–1996 годах входил в сборную Литвы, был участником Олимпийских игр в Барселоне (1992) и Атланте (1996). Наиболее успешно выступал в 1993 году, когда стал серебряным призёром чемпионата мира и завоевал звание чемпиона Европы. В 1995 году выиграл бронзовую медаль чемпионата мира.
В 1997 году завершил свою спортивную карьеру и занялся тренерской деятельностью. С 1998 года в Паневежисе проводится международный турнир по боксу, носящий имя Виталиюса Карпачяускаса.